# 上海体育馆站
上海体育馆站简称上体馆站，位于中华人民共和国上海市徐汇区漕溪北路与零陵路交叉口，为上海地铁1号线與4号线的地铁换乘站。由铁道部第二勘测设计院设计。本站距離上海游泳馆站、上海体育场站及漕溪路站较近。1号线建设时为了减少管线搬迁、施工期交通影响及造价等原因，未采用车站横跨中山南路的方案，但这种设计恰恰方便了与4号线的换乘。
上海体育馆站最初随1号线于1993年5月28日启用，4号线车站于2005年12月31日投入运营。2009年上海地铁对1号线车站进行翻新工程。

## 车站结构

### 楼层分布
| 地面层   | 出入口             | 1-8出入口                        |  |  |
| 地下一层 | 1号线站厅          | 票务服务、自动售票机、人工服务台 |  |  |
|          | 4号线站厅          | 票务服务、自动售票机、人工服务台 |  |  |
| 地下二层 |                    | █ 1号线 往莘庄（漕宝路）         |  |  |
|          | 岛式站台，左侧开门 |                                  |  |  |
|          |                    | █ 1号线 往富锦路（徐家汇）       |  |  |
| 地下三层 |                    | █ 4号线 内环（宜山路）           |  |  |
|          | 岛式站台，左侧开门 |                                  |  |  |
|          |                    | █ 4号线 外环（上海体育场）       |  |  |

### 站厅
上海体育馆站站厅位于地下一层，呈"L"型布置。1号线站厅沿漕溪北路布置，呈南北走向。其中收费区位于站厅中部和东侧，付费区北侧设有连接四号线站厅付费区的换乘通道，设有4组楼梯和扶梯和一座电梯通往站台；4号线站厅沿零陵路布置，呈东西走向。其中付费区位于站厅南侧，设有3组楼梯和扶梯通往站台。站厅的两部分均可在付费区和非付费区内连接。

### 站台
上海体育馆站1号线、4号线的站台分别位于地下二层和三层，呈「L」型布置，乘客需要通过地下一层的站厅层进行换乘。1号线站台位于地下二层，为岛式站台，往莘庄方向站台末端设有卫生间。4号线站台位于地下三层，设有一座岛式站台，在外圈方向站台尽头设有一座卫生间。由于4号线在本站的弯度大，列车与站台之间的缝隙比较大，因此站台下设置了蓝色的灯光用于提醒乘客以保证安全。
该站原设计有直接联通两线站台的台-台节点通道，但由于当时恰逢董家渡事故的发生使得该站节点通道的建设被放弃，仅建设了一部联通站厅非付费区及两线站台的无障碍电梯，且该电梯现今并不正常开放使用。

## 车站出口
上海体育场站共有8个出入口。在2009年6月28日末班车之前，本站1、4号线分别使用独立的出口编号。2009年6月29日头班车起，1号线出口编号更改，从而使两线编号统一，其中1-4号口为原4号线1-4号口，编号不变，原1号线的4个（1、2、4、5）出口分别改为5-8号口。各出入口如下所示：
| 出口编号            | 出口指示                 | 照片 |
| ------------------- | ------------------------ | ---- |
| 1 · 出口            | 飞洲国际广场             |      |
| 2 · 出口            | 上海体育馆，零陵路       |      |
| 3 · 出口            | 漕溪北路                 |      |
| 4 · 出口            | 漕溪北路                 |      |
| 5 · 出口 · （设有） | 零陵路，漕溪北路         |      |
| 6 · 出口            | 漕溪北路，中山南二路     |      |
| 7 · 出口            | 漕溪北路，中山西路       |      |
| 8 · 出口            | 漕溪北路，裕德路，中漕路 |      |
| 图例： 设有         |                          |      |

## 接驳交通

### 公交
上海体育馆（漕溪路枢纽站）：42、49、120、138、157、704、704B、718、720、721、754、923、926、沪松专线（四汽高速）、上佘定班线、徐川专线、万周专线
上海体育馆（零陵路）：56、89、92、92B、111、122、167、218、703、808、824、957、985
上海游泳馆：73、87、144、251、938、隧道二线
漕溪北路裕德路：43、303、326、712、820、927、931、946、956、958、徐闵线、徐闵夜宵线

## 车站周边
- 上海体育馆
- 上海体育场
- 上海游泳馆
- 上海旅游集散中心
- 徐汇新村
- 宜家家居徐汇店